# Coupe de France féminine de handball 2013-2014
Navigation
Coupe de France 2012-2013 Coupe de France 2014-2015
La coupe de France 2013-2014 est la 21e édition de la coupe de France féminine de handball, compétition à élimination directe mettant aux prises des clubs de handball amateurs et professionnels affiliés à la Fédération française de handball.
La compétition est remportée pour la première fois par le CJF Fleury Loiret, vainqueur en finale du Issy Paris Hand le samedi 24 mai 2014 à 18h00 à la Halle Georges-Carpentier. Le Metz Handball, tenant du titre et Champion de France 2013-2014, a été éliminé en quart de finale.

## Déroulement de la compétition
La formule présentée ici est celle de la Coupe de France Nationale.
La compétition est répartie sur huit tours plus une finale où les clubs amateurs et les clubs professionnels de deuxième division rentrent les premiers, puis ceux de première :
- 1er tour : Entrée des clubs de D2, N3, N2, N1. Tirage par secteur géographique.
- 2e tour : Tirage par secteur géographique.
- 3e tour : Tirage par secteur géographique sans protection.
- 4e tour : Tirage par secteur géographique sans protection.
- 1/16èmes : Tirage par secteur géographique sans protection.
- Tableau final à partir des 1/8èmes : Tirage intégral et entrée des clubs de LFH

### Calendrier des matchs
- 14 et 15 septembre 2013 : 1er tour
- 5 et 6 octobre 2013 : 2e tour
- 19 et 20 octobre 2013 :3e tour
- 30 nov. et 1er déc. 2013 : 4e tour
- 21 et 22 décembre 2013 : 1/16e de finale
- 4 et 5 janvier 2014 : 1/8e de finale (entrée en jeu des clubs de LFH)
- 22 au 25 janvier 2014 : Quarts de finale
- 12 et 13 février 2014 : Demi-finales
- 24 mai 2014 : Finale (à la halle Georges-Carpentier, Paris 13e)

### Durée des rencontres
Un match se déroule en 2 mi-temps de 30 minutes entrecoupée d'un temps de repos de 15 minutes. En cas d’égalité à la fin du temps réglementaire on effectue une épreuve des tirs au but.

## Tours préliminaires
- 14 et 15 septembre 2013 : 1er tour[2]
- 5 et 6 octobre 2013 : 2e tour[3]

### 3etour
| Date               | Club Recevant                                               | Score   | Club visiteur                            |
| ------------------ | ----------------------------------------------------------- | ------- | ---------------------------------------- |
| 18/10/2013 à 21:00 | Dreux AC (N1)                                               | 25 - 29 | HBC Brest Pen Ar Bed (N1)                |
| 19/10/2013 à 20:30 | Bordeaux Étudiants Club (N2)                                | 20 - 34 | Mérignac Handball (D2)                   |
| 19/10/2013 à 19:00 | Bordes Sports (N2)                                          | 29 - 31 | Stade Pessacais Union Club Handball (N1) |
| 19/10/2013 à 18:30 | ASPTT Limoges Handball (N2)                                 | 23 - 33 | HBC Celles-sur-Belle (N1)                |
| 19/10/2013 à 21:00 | CSC Le Mans (N3)                                            | 25 - 27 | Saint-Grégoire Rennes MHB (N3)           |
| 19/10/2013 à 20:30 | HBCSA Porte du Hainaut (N1)                                 | 33 - 27 | Lomme Lille Métropole handball (D2)      |
| 19/10/2013 à 20:45 | USM Montargis (N1)                                          | 25 - 28 | Chambray Touraine Handball (D2)          |
| 19/10/2013 à 20:45 | Kingersheim HBC (N2)                                        | 21 - 31 | AS Palente Orchamps HB (N1)              |
| 19/10/2013 à 20:45 | CA Pontarlier Handball (N2)                                 | 18 - 32 | ASUL Vaulx-en-Velin (N1)                 |
| 19/10/2013 à 20:45 | HBC Clermont-Salagou (N3)                                   | 22 - 33 | Drôme Handball Bourg-de-Péage (N1)       |
| 19/10/2013 à 20:15 | HB 07 Le Teil (N2)                                          | 22 - 27 | La Motte Servolex HB (N1)                |
| 19/10/2013 à 20:15 | O. Antibes Juan Les Pins HB (N2)                            | 24 - 35 | AS Cannes HB (N2)                        |
| 19/10/2013 à 18:00 | Cergy-Pontoise Handball (D2)                                | 20 - 35 | Intrepide Handball Club (Guadeloupe)     |
| 20/10/2013 à 14:00 | Bergerac Périgord Pourpre Handball (N1)                     | 28 - 38 | Angoulême Charente handball (D2)         |
| 20/10/2013 à 16:00 | Ass. Ste Maure-Troyes Feminin (N1)                          | 26 - 28 | Achenheim Truchtersheim (D2)             |
| 20/10/2013 à 16:00 | Handball Club de Gagny (N2)                                 | 20 - 32 | Stella Sports Saint-Maur (N1)            |
| 20/10/2013 à 15:00 | Aulnay Handball (N1)                                        | 34 - 30 | Noisy-le-Grand handball (D2)             |
| 20/10/2013 à 16:00 | Reichstett (N2)                                             | 20 - 29 | Yutz Handball (N2)                       |
| 20/10/2013 à 16:00 | Clersud 63 Handball (Ent. Clermont/Cournon/Perignat) (N3)   | 31 - 34 | Le Pouzin HB 07 (N1)                     |
| 20/10/2013 à 15:00 | Montpellier Universite Club Handball (N3)                   | 18 - 32 | Narbonne Handball (N1)                   |
| 24/10/2013 à 16:30 | Ent. Arques/St Nicolas D'aliermont HB Feminin (ESASNA) (N3) | 21 - 36 | Club Laïque Colombelles Handball (N1)    |

### 4etour
| Date               | Club Recevant                      | Score   | Club visiteur                     |
| ------------------ | ---------------------------------- | ------- | --------------------------------- |
| 29/11/2013 à 20:30 | HBC Brest Pen Ar Bed (N1)          | 26 - 18 | Cergy-Pontoise Handball (D2)      |
| 30/11/2013 à 18:30 | Stella Sports Saint-Maur (N1)      | 28 - 16 | Yutz Handball (N2)                |
| 30/11/2013 à 18:30 | Le Pouzin HB 07 (N1)               | 30 - 39 | AS Cannes HB (N2)                 |
| 30/11/2013 à 19:00 | ASUL Vaulx-en-Velin (N1)           | 26 - 20 | Cercle Dijon Bourgogne 21 (D2)    |
| 30/11/2013 à 19:00 | Drôme Handball Bourg-de-Péage (N1) | 33 - 31 | Narbonne Handball (N1)            |
| 30/11/2013 à 20:00 | AS Palente Orchamps HB (N1)        | 26 - 33 | Achenheim Truchtersheim (D2)      |
| 30/11/2013 à 20:00 | Handball Pole Sud 38 EE (N1)       | 23 - 27 | La Motte Servolex HB (N1)         |
| 30/11/2013 à 20:30 | Saint-Grégoire Rennes MHB (N3)     | 34 - 29 | Aunis HB La Rochelle-Périgny (N1) |
| 30/11/2013 à 20:45 | HBC Celles-sur-Belle (N1)          | 26 - 29 | Mérignac Handball (D2)            |
| 30/11/2013 à 21:00 | Stade Pessacais UC HB (N1)         | 28 - 31 | Angoulême Charente handball (D2)  |
| 01/12/2013 à 14:00 | Club Laïque Colombelles HB (N1)    | 20 - 27 | Chambray Touraine Handball (D2)   |
| 01/12/2013 à 15:30 | Aulnay Handball (N1)               | 30 - 31 | HBCSA Porte du Hainaut (N1)       |

### 1/16ede finale
| Date               | Club Recevant                           | Score   | Club visiteur                    |
| ------------------ | --------------------------------------- | ------- | -------------------------------- |
| 20/12/2013 à 20:00 | Mérignac Handball (D2)                  | 35 - 22 | Angoulême Charente handball (D2) |
| 20/12/2013 à 21:00 | Saint-Grégoire Rennes Métropole HB (N3) | 22 - 24 | HBC Brest Pen Ar Bed (N1)        |
| 21/12/2013 à 19:00 | Drôme Handball Bourg-de-Péage (N1)      | 27 - 30 | ASUL Vaulx-en-Velin (N1)         |
| 21/12/2013 à 18:00 | Stella Sports Saint-Maur (N1)           | 34 - 24 | Achenheim Truchtersheim (D2)     |
| 21/12/2013 à 18:00 | HBCSA Porte du Hainaut (N1)             | 34 - 33 | Chambray Touraine Handball (D2)  |
| 21/12/2013 à 20:15 | La Motte Servolex HB (N1)               | 28 - 30 | AS Cannes HB (N2)                |

## Tableau final
|  | Huitièmes de finale              | Huitièmes de finale |                                  |    | Quarts de finale  | Quarts de finale  |  |  | Demi-finales      | Demi-finales      |  |  | Finale        | Finale        |
|  | Huitièmes de finale              | Huitièmes de finale |                                  |    | Quarts de finale  | Quarts de finale  |  |  | Demi-finales      | Demi-finales      |  |  | Finale        | Finale        |
|  |                                  |                     |                                  |    |                   |                   |  |  |                   |                   |  |  |               |               |
|  | 5 janvier, 16h00                 | 5 janvier, 16h00    |                                  |    | 25 janvier, 20h30 | 25 janvier, 20h30 |  |  | 12 février, 20h30 | 12 février, 20h30 |  |  | 24 mai, 18h00 | 24 mai, 18h00 |
|  | 5 janvier, 16h00                 | 5 janvier, 16h00    |                                  |    | 25 janvier, 20h30 | 25 janvier, 20h30 |  |  | 12 février, 20h30 | 12 février, 20h30 |  |  | 24 mai, 18h00 | 24 mai, 18h00 |
|  | HBC Nîmes                        | 22                  |                                  |    | 25 janvier, 20h30 | 25 janvier, 20h30 |  |  | 12 février, 20h30 | 12 février, 20h30 |  |  | 24 mai, 18h00 | 24 mai, 18h00 |
|  | HBC Nîmes                        | 22                  |                                  |    | 25 janvier, 20h30 | 25 janvier, 20h30 |  |  | 12 février, 20h30 | 12 février, 20h30 |  |  | 24 mai, 18h00 | 24 mai, 18h00 |
|  | Nantes Loire Atlantique Handball | 27                  |                                  |    | 25 janvier, 20h30 | 25 janvier, 20h30 |  |  | 12 février, 20h30 | 12 février, 20h30 |  |  | 24 mai, 18h00 | 24 mai, 18h00 |
|  | Nantes Loire Atlantique Handball | 27                  | Nantes Loire Atlantique Handball | 24 |                   |                   |  |  | 12 février, 20h30 | 12 février, 20h30 |  |  | 24 mai, 18h00 | 24 mai, 18h00 |
|  | 5 janvier, 15h00                 |                     | Nantes Loire Atlantique Handball | 24 |                   |                   |  |  | 12 février, 20h30 | 12 février, 20h30 |  |  | 24 mai, 18h00 | 24 mai, 18h00 |
|  | CJF Fleury Loiret                | 27                  |                                  |    |                   |                   |  |  | 12 février, 20h30 | 12 février, 20h30 |  |  | 24 mai, 18h00 | 24 mai, 18h00 |
|  | CJF Fleury Loiret                | 27                  | ASUL Vaulx-en-Velin (N1)         | 25 |                   |                   |  |  | 12 février, 20h30 | 12 février, 20h30 |  |  | 24 mai, 18h00 | 24 mai, 18h00 |
|  | 24 janvier, 20h00                |                     | ASUL Vaulx-en-Velin (N1)         | 25 |                   |                   |  |  | 12 février, 20h30 | 12 février, 20h30 |  |  | 24 mai, 18h00 | 24 mai, 18h00 |
|  | CJF Fleury Loiret                | 33                  |                                  |    |                   |                   |  |  | 12 février, 20h30 | 12 février, 20h30 |  |  | 24 mai, 18h00 | 24 mai, 18h00 |
|  | CJF Fleury Loiret                | 33                  | CJF Fleury Loiret                | 33 |                   |                   |  |  |                   |                   |  |  | 24 mai, 18h00 | 24 mai, 18h00 |
|  | 4 janvier, 20h00                 |                     | CJF Fleury Loiret                | 33 |                   |                   |  |  |                   |                   |  |  | 24 mai, 18h00 | 24 mai, 18h00 |
|  | Le Havre AC Handball             | 26                  |                                  |    |                   |                   |  |  |                   |                   |  |  | 24 mai, 18h00 | 24 mai, 18h00 |
|  | Le Havre AC Handball             | 26                  | HBC Brest Pen Ar Bed (N1)        | 23 |                   |                   |  |  |                   |                   |  |  | 24 mai, 18h00 | 24 mai, 18h00 |
|  | 13 février, 20h00                |                     | HBC Brest Pen Ar Bed (N1)        | 23 |                   |                   |  |  |                   |                   |  |  | 24 mai, 18h00 | 24 mai, 18h00 |
|  | Le Havre AC Handball             | 27                  |                                  |    |                   |                   |  |  |                   |                   |  |  | 24 mai, 18h00 | 24 mai, 18h00 |
|  | Le Havre AC Handball             | 27                  | Le Havre AC Handball             | 34 |                   |                   |  |  |                   |                   |  |  | 24 mai, 18h00 | 24 mai, 18h00 |
|  | 5 janvier, 14h00                 |                     | Le Havre AC Handball             | 34 |                   |                   |  |  |                   |                   |  |  | 24 mai, 18h00 | 24 mai, 18h00 |
|  | Mios Biganos Bègles              | 31                  |                                  |    |                   |                   |  |  |                   |                   |  |  | 24 mai, 18h00 | 24 mai, 18h00 |
|  | Mios Biganos Bègles              | 31                  | HBCSA Porte du Hainaut (N1)      | 29 |                   |                   |  |  |                   |                   |  |  | 24 mai, 18h00 | 24 mai, 18h00 |
|  | 25 janvier, 20h00                |                     | HBCSA Porte du Hainaut (N1)      | 29 |                   |                   |  |  |                   |                   |  |  | 24 mai, 18h00 | 24 mai, 18h00 |
|  | Mios Biganos Bègles              | 40                  |                                  |    |                   |                   |  |  |                   |                   |  |  | 24 mai, 18h00 | 24 mai, 18h00 |
|  | Mios Biganos Bègles              | 40                  | CJF Fleury Loiret                | 20 |                   |                   |  |  |                   |                   |  |  |               |               |
|  | 5 janvier, 16h00                 |                     | CJF Fleury Loiret                | 20 |                   |                   |  |  |                   |                   |  |  |               |               |
|  |                                  | Issy Paris Hand     | 18                               |    |                   |                   |  |  |                   |                   |  |  |               |               |
|  | Mérignac Handball (D2)           | Issy Paris Hand     | 18                               | 26 |                   |                   |  |  |                   |                   |  |  |               |               |
|  | Mérignac Handball (D2)           |                     |                                  | 26 |                   |                   |  |  |                   |                   |  |  |               |               |
|  | Metz Handball                    | 32                  |                                  |    |                   |                   |  |  |                   |                   |  |  |               |               |
|  | Metz Handball                    | 32                  | Metz Handball                    | 27 |                   |                   |  |  |                   |                   |  |  |               |               |
|  | 4 janvier, 19h30                 |                     | Metz Handball                    | 27 |                   |                   |  |  |                   |                   |  |  |               |               |
|  | OGC Nice Handball                | 34                  |                                  |    |                   |                   |  |  |                   |                   |  |  |               |               |
|  | OGC Nice Handball                | 34                  | AS Cannes HB (D2)                | 24 |                   |                   |  |  |                   |                   |  |  |               |               |
|  | 22 janvier, 19h30                |                     | AS Cannes HB (D2)                | 24 |                   |                   |  |  |                   |                   |  |  |               |               |
|  | OGC Nice Handball                | 28                  |                                  |    |                   |                   |  |  |                   |                   |  |  |               |               |
|  | OGC Nice Handball                | 28                  | OGC Nice Handball                | 19 |                   |                   |  |  |                   |                   |  |  |               |               |
|  | 5 janvier, 16h00                 |                     | OGC Nice Handball                | 19 |                   |                   |  |  |                   |                   |  |  |               |               |
|  | Issy Paris Hand                  | 23                  |                                  |    |                   |                   |  |  |                   |                   |  |  |               |               |
|  | Issy Paris Hand                  | 23                  | Stella Sports Saint-Maur (N1)    | 30 |                   |                   |  |  |                   |                   |  |  |               |               |
|  |                                  |                     | Stella Sports Saint-Maur (N1)    | 30 |                   |                   |  |  |                   |                   |  |  |               |               |
|  | ES Besançon                      | 27                  |                                  |    |                   |                   |  |  |                   |                   |  |  |               |               |
|  | ES Besançon                      | 27                  | Stella Sports Saint-Maur (N1)    | 28 |                   |                   |  |  |                   |                   |  |  |               |               |
|  | 5 janvier, 15h00                 |                     | Stella Sports Saint-Maur (N1)    | 28 |                   |                   |  |  |                   |                   |  |  |               |               |
|  | Issy Paris Hand                  | 31                  |                                  |    |                   |                   |  |  |                   |                   |  |  |               |               |
|  | Issy Paris Hand                  | 31                  | Toulon Saint-Cyr VHB             | 21 |                   |                   |  |  |                   |                   |  |  |               |               |
|  |                                  |                     | Toulon Saint-Cyr VHB             | 21 |                   |                   |  |  |                   |                   |  |  |               |               |
|  | Issy Paris Hand                  | 32                  |                                  |    |                   |                   |  |  |                   |                   |  |  |               |               |

### Finale
| 24 mai 2014 18h00 | CJF Fleury Loiret     | 20 - 18       | Issy Paris Hand   | Halle Georges-Carpentier, Paris 13e Arbitrage : Charlotte et Julie Bonaventura |
| 24 mai 2014 18h00 | Marta López Herrero 7 | (8 - 8)       | Mariama Signaté 5 | Halle Georges-Carpentier, Paris 13e Arbitrage : Charlotte et Julie Bonaventura |
| 24 mai 2014 18h00 | ×2 ×5                 | Rapport [PDF] | ×3                | Halle Georges-Carpentier, Paris 13e Arbitrage : Charlotte et Julie Bonaventura |

## Vainqueur
| Vainqueur de la Coupe de France 2013-2014 CJF Fleury Loiret 1re victoire |

## Galerie

Fleury Loiret Handball et Issy Paris Hand - Les finalistes de la Coupe de France
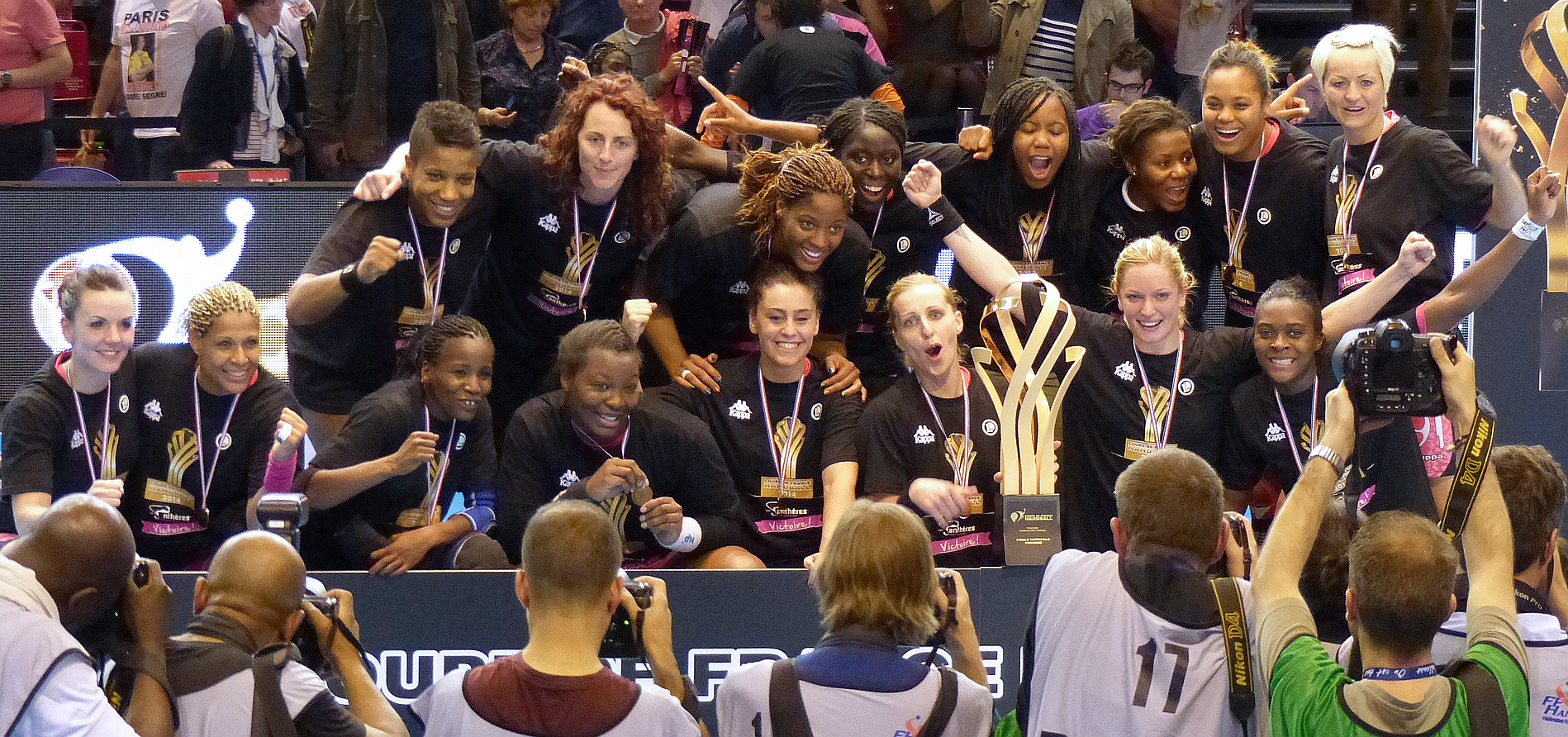
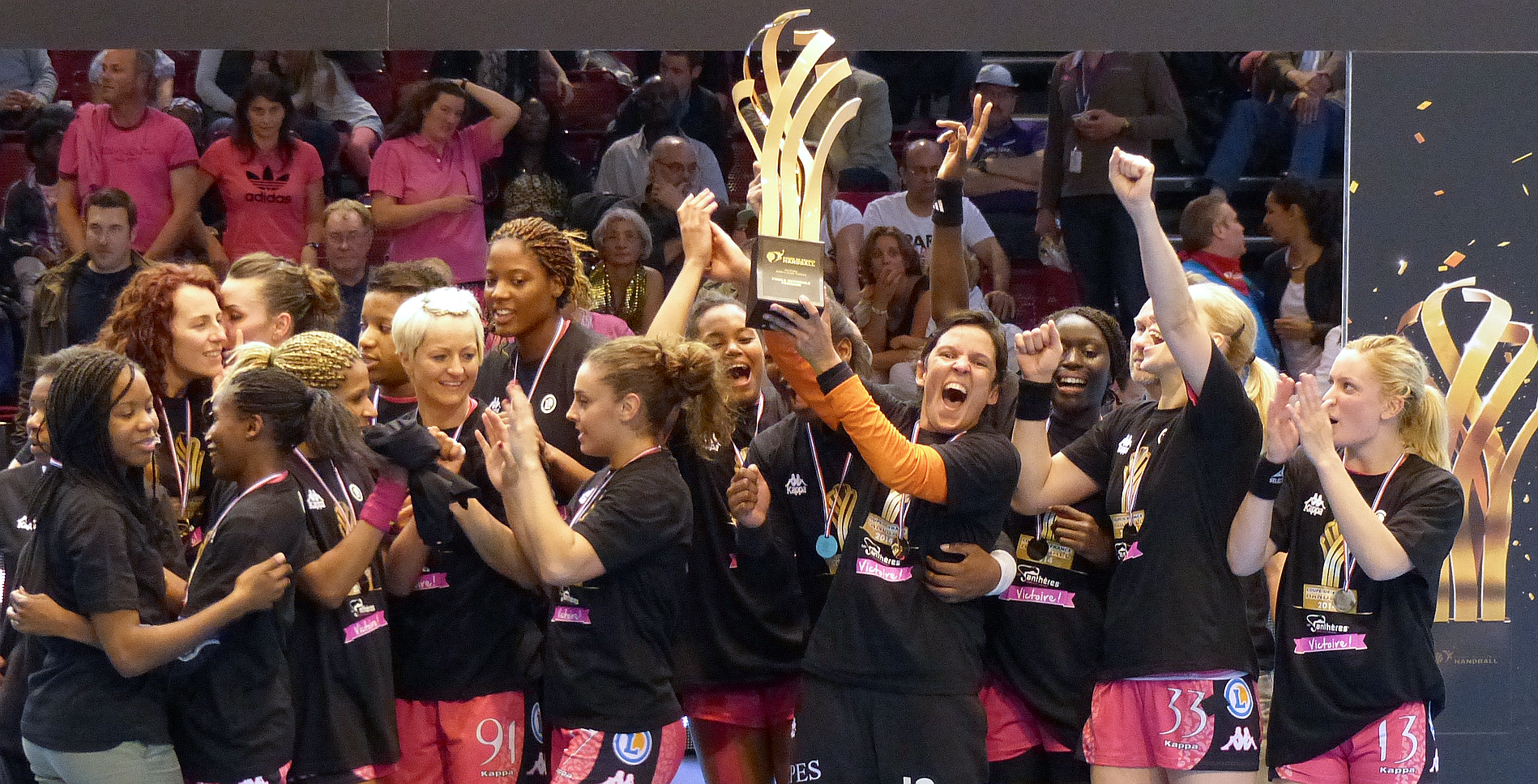
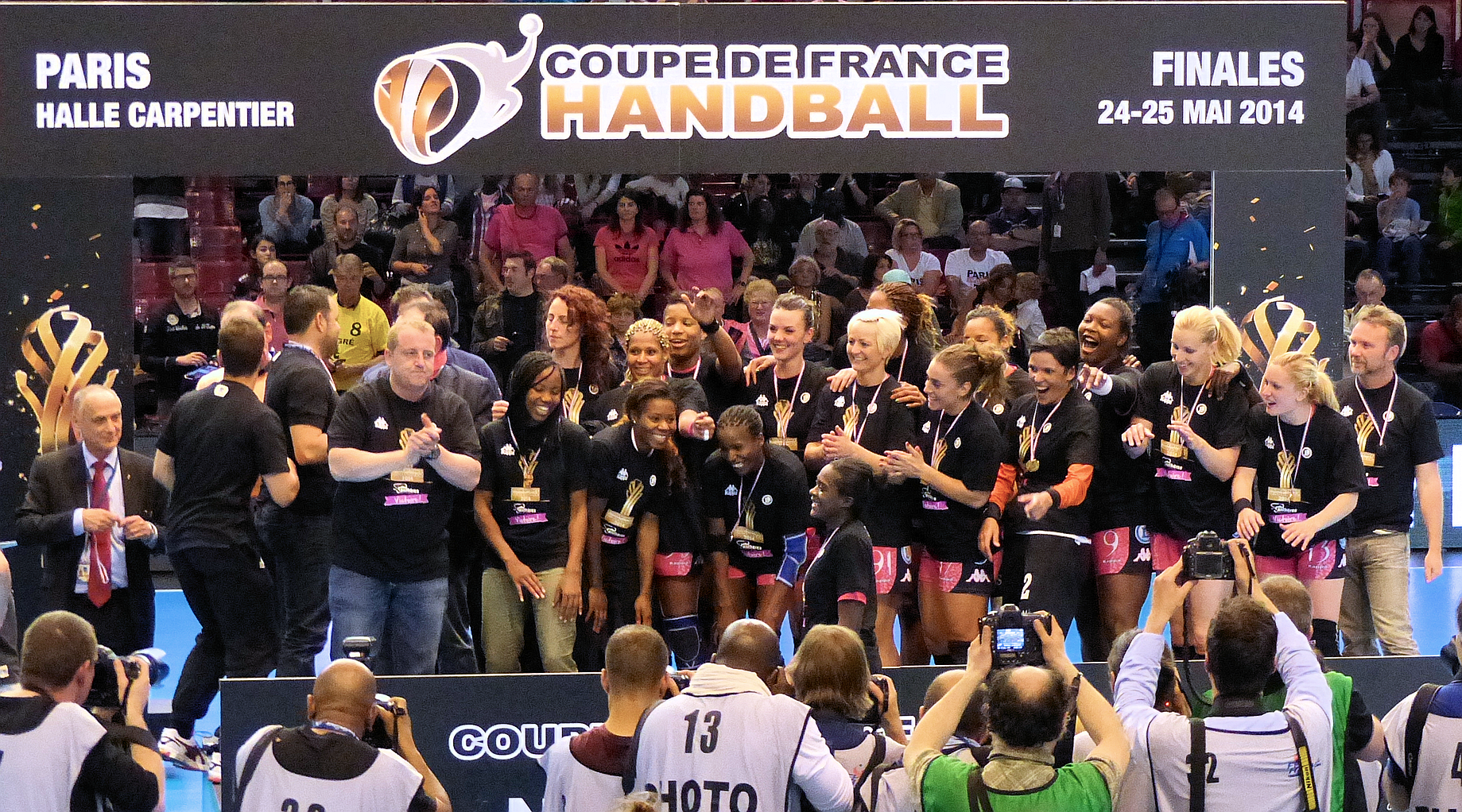
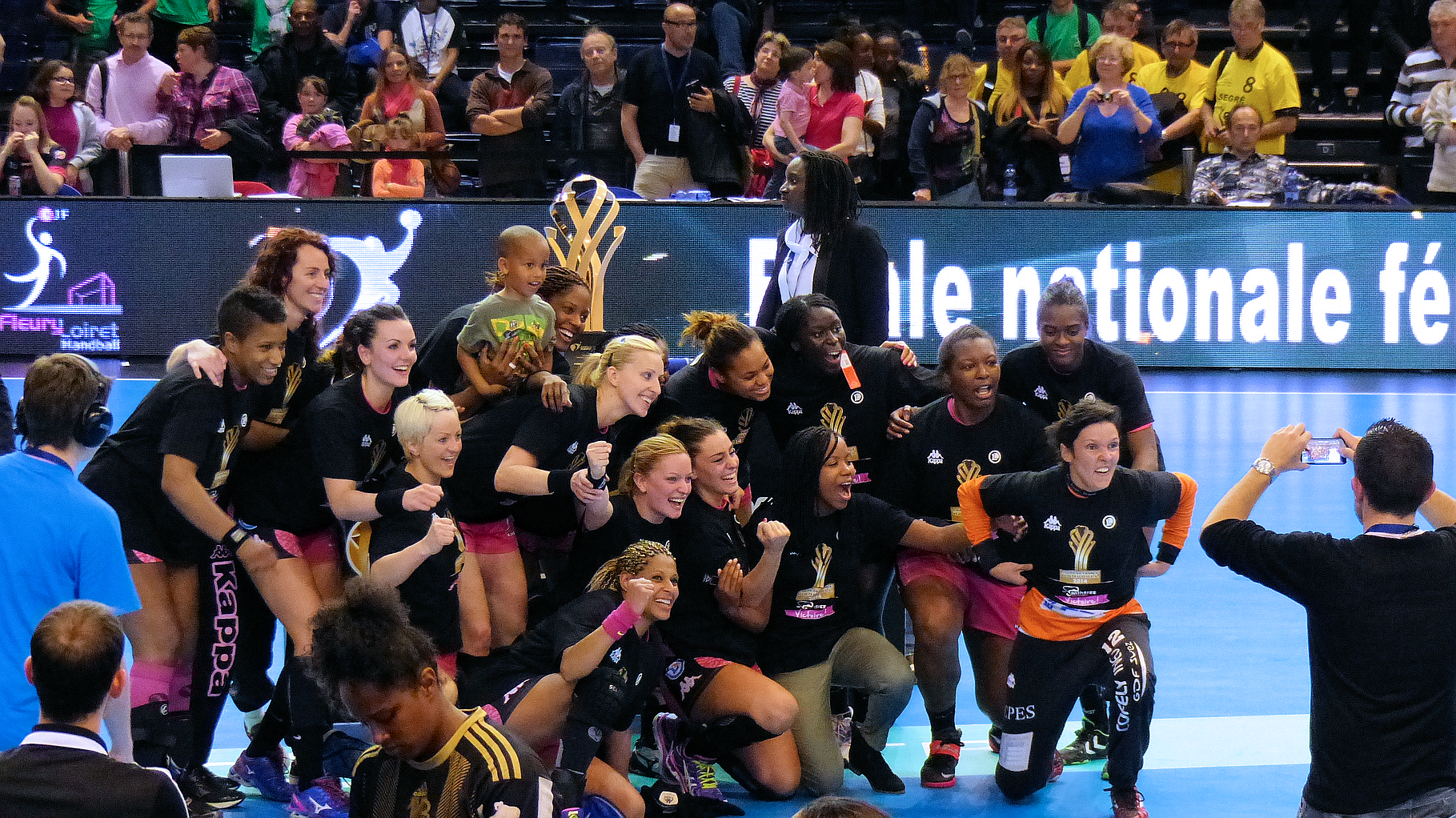
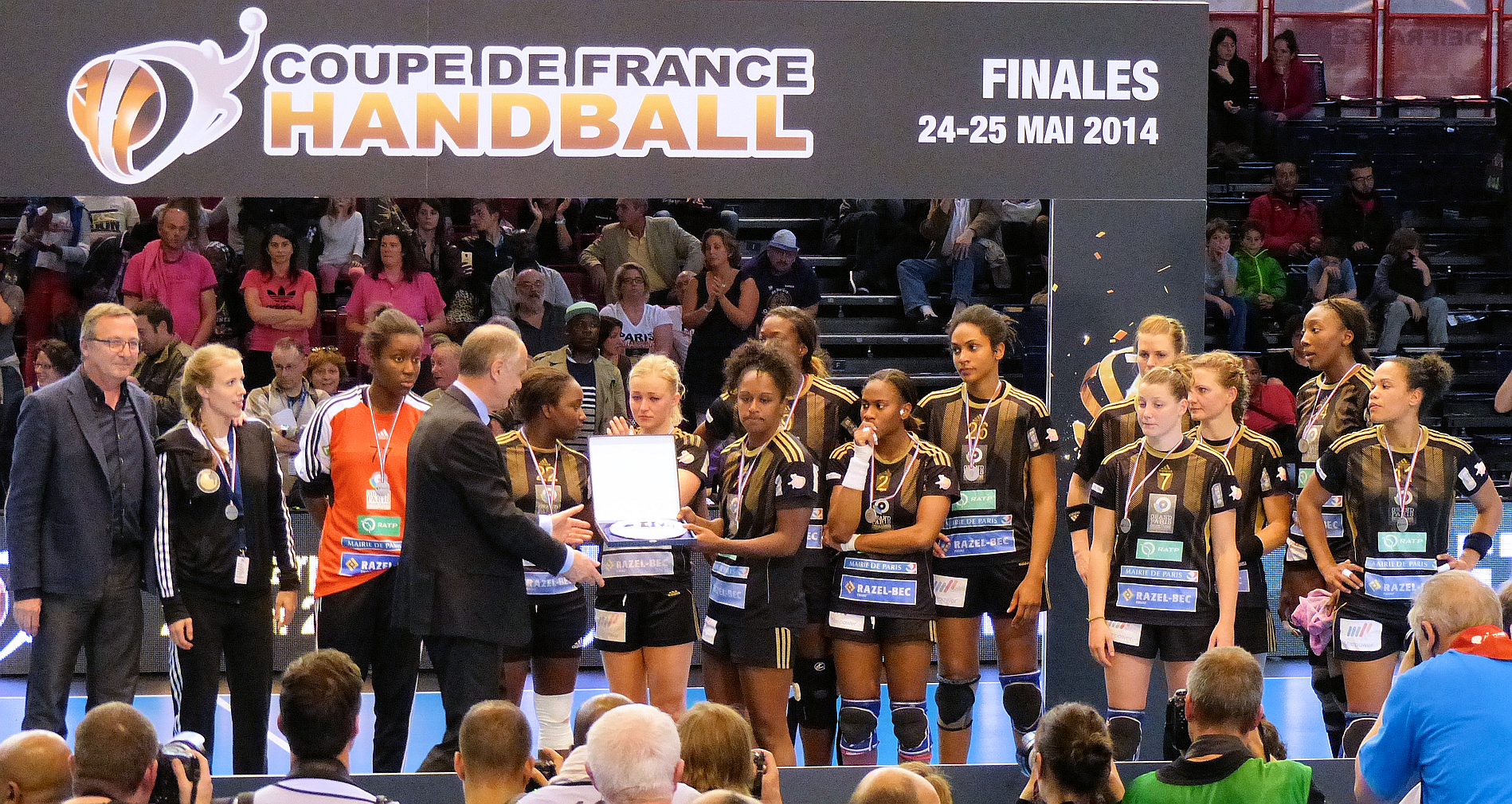